# Kinki Kids/Diskografie
Diese Diskografie ist eine Übersicht über die musikalischen Werke des japanischen J-Pop-Duos Kinki Kids. Nahezu alle Singles und Alben erreichten Platz 1 der japanischen Oricon-Charts, womit sie zu den erfolgreichsten japanischen Bands aller Zeiten gehört. Das Duo steht in Japan exklusiv bei Johnny & Associates unter Vertrag. Erfolgreich war die Band auch in Taiwan. Den Schallplattenauszeichnungen zufolge hat es bisher mehr als 27,6 Millionen Tonträger verkauft. Seine erfolgreichsten Veröffentlichungen sind die Singles Glass no Shōnen und Aisareru yori Aishitai mit je über 1,6 Millionen verkauften Einheiten.

## Alben

### Studioalben
| Jahr | Titel               | Höchstplatzierung, Gesamtwochen, AuszeichnungChartsChartplatzierungen (Jahr, Titel, Platzierungen, Wochen, Auszeichnungen, Anmerkungen) | Anmerkungen                              |
| Jahr | Titel               | JP | Anmerkungen                              |
| ---- | ------------------- | --- | ---------------------------------------- |
| 1997 | A Album             | JP1 Diamant · (29 Wo.)JP | Erstveröffentlichung: 21. Juli 1997      |
| 1998 | B Album             | JP1 Diamant · (12 Wo.)JP | Erstveröffentlichung: 12. August 1998    |
| 1999 | C Album             | JP1 ×2Doppelplatin · (20 Wo.)JP | Erstveröffentlichung: 4. August 1999     |
| 2000 | D Album             | JP1 Platin · (10 Wo.)JP | Erstveröffentlichung: 13. Dezember 2000  |
| 2001 | E Album             | JP1 Platin · (8 Wo.)JP | Erstveröffentlichung: 25. Juli 2001      |
| 2002 | F Album             | JP2 Platin · (9 Wo.)JP | Erstveröffentlichung: 26. Dezember 2002  |
| 2003 | G Album 24/7        | JP1 Platin · (17 Wo.)JP | Erstveröffentlichung: 22. Oktober 2003   |
| 2005 | H Album-H・A・N・D- | JP1 Platin · (12 Wo.)JP | Erstveröffentlichung: 16. November 2005  |
| 2006 | I Album -iD-        | JP1 Platin · (10 Wo.)JP | Erstveröffentlichung: 13. Dezember 2006  |
| 2007 | Phi Φ               | JP1 Platin · (10 Wo.)JP | Erstveröffentlichung: 14. November 2007  |
| 2009 | J Album             | JP1 Gold · (10 Wo.)JP | Erstveröffentlichung: 9. Dezember 2009   |
| 2011 | K Album             | JP1 Gold · (11 Wo.)JP | Erstveröffentlichung: 9. November 2011   |
| 2013 | L Album             | JP1 Gold · (11 Wo.)JP | Erstveröffentlichung: 13. Dezember 2013  |
| 2014 | M Album             | JP1 Gold · (9 Wo.)JP | Erstveröffentlichung: 10. Dezember 2014  |
| 2016 | N Album             | JP1 Gold · (17 Wo.)JP | Erstveröffentlichung: 21. September 2016 |
| 2020 | O Album             | JP1 Gold · (13 Wo.)JP | Erstveröffentlichung: 23. Dezember 2020  |
| 2023 | P Album             | JP1 Gold · (13 Wo.)JP | Erstveröffentlichung: 13. Dezember 2023  |

### Kompilationen
| Jahr | Titel                          | Höchstplatzierung, Gesamtwochen, AuszeichnungChartsChartplatzierungen (Jahr, Titel, Platzierungen, Wochen, Auszeichnungen, Anmerkungen) | Anmerkungen                             |
| Jahr | Titel                          | JP | Anmerkungen                             |
| ---- | ------------------------------ | --- | --------------------------------------- |
| 2000 | KinKi Single Selection         | JP1 ×3Dreifachplatin · (32 Wo.)JP | Erstveröffentlichung: 17. Mai 2000      |
| 2000 | KinKi Karaoke Single Selection | JP28 (3 Wo.)JP | Erstveröffentlichung: 19. Juli 2000     |
| 2004 | KinKi Single Selection II      | JP1 ×2Doppelplatin · (30 Wo.)JP | Erstveröffentlichung: 22. Dezember 2004 |
| 2007 | 39                             | JP1 ×2Doppelplatin · (26 Wo.)JP | Erstveröffentlichung: 18. Juli 2007     |
| 2017 | Ballad Selection               | JP1 Gold · (19 Wo.)JP | Erstveröffentlichung: 6. Januar 2017    |
| 2017 | The Best                       | JP1 Platin · (65 Wo.)JP | Erstveröffentlichung: 6. Dezember 2017  |

## Singles
| Jahr | Titel Album | Höchstplatzierung, Gesamtwochen, AuszeichnungChartsChartplatzierungen (Jahr, Titel, Album, Platzierungen, Wochen, Auszeichnungen, Anmerkungen) | Anmerkungen                              |
| Jahr | Titel Album | JP | Anmerkungen                              |
| ---- | --- | --- | ---------------------------------------- |
| 1997 | Glass no Shōnen (硝子の少年) Garasu no Shōnen, Glass Boy B Album | JP1 ×4Vierfachplatin · (35 Wo.)JP | Erstveröffentlichung: 21. Juli 1997      |
| 1997 | Aisareru yori Aishitai (愛されるより愛したい) Loving Over Being Loved B Album | JP1 ×4Vierfachplatin · (20 Wo.)JP | Erstveröffentlichung: 12. November 1997  |
| 1998 | Jetcoaster Romance (ジェットコースター・ロマンス) Jettokōsutā Romansu B Album | JP1 Diamant · (34 Wo.)JP | Erstveröffentlichung: 22. April 1998     |
| 1998 | Zenbu Dakishimete (全部だきしめて) Hold All of You / Ao no Jidai (青の時代) A Blue Era C Album | JP1 ×3Dreifachplatin · (29 Wo.)JP | Erstveröffentlichung: 29. Juli 1998      |
| 1998 | Happy Happy Greeting / Cinderella Christmas (シンデレラ・クリスマス) Shinderera Kurisumasu – | JP1 ×2Doppelplatin · (14 Wo.)JP | Erstveröffentlichung: 9. Dezember 1998   |
| 1999 | Yamenaide, Pure (やめないで, Pure) Don’t Stop, Pure C Album | JP1 ×2Doppelplatin · (15 Wo.)JP | Erstveröffentlichung: 24. Februar 1999   |
| 1999 | Flower (フラワー Furawā) C Album | JP1 Diamant · (27 Wo.)JP | Erstveröffentlichung: 26. Mai 1999       |
| 1999 | Ame no Melody (雨の Melody) Rain Melody / To Heart KinKi Single Selection | JP1 ×2Doppelplatin · (17 Wo.)JP | Erstveröffentlichung: 6. Oktober 1999    |
| 2000 | Suki ni Natteku Aishiteku (好きになってく 愛してく) Growing to Like You, Growing to Love You / KinKi no Yaruki Manman Song (KinKiのやる気まんまんソング) The Full of Effort Kinki Song KinKi Single Selection / The Best | JP1 Platin · (11 Wo.)JP | Erstveröffentlichung: 8. März 2000       |
| 2000 | Mō Kimi Igai Aisenai (もう君以外愛せない) I Can’t Love Else Anymore / Natsu no Ōsama (夏の王様) Summer King D Album | JP1 ×2Doppelplatin · (18 Wo.)JP | Erstveröffentlichung: 21. Juni 2000      |
| 2001 | Boku no Senaka ni wa Hane ga Aru (ボクの背中には羽根がある) There Are Wings on Your Back E Album | JP1 ×2Doppelplatin · (16 Wo.)JP | Erstveröffentlichung: 7. Februar 2001    |
| 2001 | Jōnetsu (情熱) Passion E Album | JP1 Platin · (12 Wo.)JP | Erstveröffentlichung: 23. Mai 2001       |
| 2001 | Hey! Minna Genki Kai? (Hey! みんな元気かい?) Hey! Is Everyone Good? F Album | JP1 Platin · (14 Wo.)JP | Erstveröffentlichung: 14. November 2001  |
| 2002 | Kanashimi Blue (カナシミ ブルー) Sadness Blue F Album | JP1 Platin · (8 Wo.)JP | Erstveröffentlichung: 2. Mai 2002        |
| 2002 | Solitude (Hontō no Sayonara) (真実のサヨナラ) Real Goodbye F Album | JP1 Platin · (13 Wo.)JP | Erstveröffentlichung: 23. Oktober 2002   |
| 2003 | Eien no Bloods (永遠の Bloods) Eternal Blood G Album 24/7 | JP1 Platin · (17 Wo.)JP | Erstveröffentlichung: 9. April 2003      |
| 2003 | Kokoro ni Yume o Kimi ni wa Ai o (心に夢を君には愛を) Put Love in Your Heart as a Dream / Gira Gira (ギラ☆ギラ) Glaring G Album 24/7 / KinKi Single Selection II                                                         | JP1 Platin · (11 Wo.)JP | Erstveröffentlichung: 18. Juni 2003      |
| 2003 | Hakka Candy (薄荷キャンディー) Mint Candy G Album 24/7 | JP1 Platin · (22 Wo.)JP | Erstveröffentlichung: 13. August 2003    |
| 2004 | Ne, Gambaru yo (ね、がんばるよ。) Hey, Keep Going KinKi Single Selection II | JP1 Platin · (11 Wo.)JP | Erstveröffentlichung: 15. Januar 2004    |
| 2004 | Anniversary H Album Hand | JP1 ×2Doppelplatin · (17 Wo.)JP | Erstveröffentlichung: 22. Dezember 2004  |
| 2005 | Veludo no Yami (ビロードの闇) Velvet Darkness H Album Hand | JP1 Platin · (11 Wo.)JP | Erstveröffentlichung: 15. Juni 2005      |
| 2005 | Snow! Snow! Snow! I Album ID | JP1 Platin · (11 Wo.)JP | Erstveröffentlichung: 21. Dezember 2005  |
| 2006 | Natsu Moyō (夏模様) Summer Pattern I Album ID | JP1 Platin · (10 Wo.)JP | Erstveröffentlichung: 26. Juli 2006      |
| 2006 | Harmony of December I Album ID | JP1 Platin · (11 Wo.)JP | Erstveröffentlichung: 29. November 2006  |
| 2007 | Brand New Song Phi | JP1 Platin · (11 Wo.)JP | Erstveröffentlichung: 25. April 2007     |
| 2007 | Eien ni (永遠に) Forever Phi | JP1 Platin · (14 Wo.)JP | Erstveröffentlichung: 12. September 2007 |
| 2008 | Secret Code J Album | JP1 Platin · (13 Wo.)JP | Erstveröffentlichung: 27. August 2008    |
| 2009 | Yakusoku (約束) Promise J Album | JP1 Gold · (10 Wo.)JP | Erstveröffentlichung: 28. Januar 2009    |
| 2009 | Swan Song (スワンソング) Suwan Songu J Album | JP1 Gold · (13 Wo.)JP | Erstveröffentlichung: 28. Oktober 2009   |
| 2010 | Family (Hitotsu ni Naru Koto) (Family ～ひとつになること) Becoming One K Album | JP1 Gold · (9 Wo.)JP | Erstveröffentlichung: 1. Dezember 2010   |
| 2011 | Time K Album | JP1 Gold · (9 Wo.)JP | Erstveröffentlichung: 15. Juni 2011      |
| 2012 | Kawatta Katachi no Ishi (変わったかたちの石) Misshapen Stone L Album | JP1 Gold · (8 Wo.)JP | Erstveröffentlichung: 11. Januar 2012    |
| 2013 | Koi wa Nioe to Chirinuru o (恋は匂へと散りぬるを) Even Fragrant Love Will Scatter / Mada Namida ni Naranai Kanashimi ga (まだ涙にならない悲しみが) Sadness Still Not Used to Tears L Album                               | JP1 Gold · (12 Wo.)JP | Erstveröffentlichung: 23. Oktober 2013   |
| 2014 | Kagi no Nai Hako (鍵のない箱) Box Without a Key M Album | JP1 Gold · (10 Wo.)JP | Erstveröffentlichung: 12. November 2014  |
| 2015 | Yume wo Mireba Kizutsuku Koto mo aru (夢を見れば傷つくこともある) Dreaming Sometimes Hurts You N Album | JP1 Gold · (10 Wo.)JP | Erstveröffentlichung: 18. November 2015  |
| 2016 | Bara to Taiyou (薔薇と太陽) Rose and Sun N Album | JP1 Gold · (18 Wo.)JP | Erstveröffentlichung: 20. Juli 2016      |
| 2016 | Michi wa Tezukara Yume no Hana (道は手ずから夢の花) Dream Flowers by Hand Ballad Selection | JP1 Gold · (11 Wo.)JP | Erstveröffentlichung: 2. November 2016   |
| 2017 | The Red Light The Best | JP1 Gold · (16 Wo.)JP | Erstveröffentlichung: 12. Juli 2017      |
| 2018 | Topaz Love / Destiny O Album | JP1 Gold · (17 Wo.)JP | Erstveröffentlichung: 24. Januar 2018    |
| 2018 | Aitai, Aitai, Aenai. (会いたい、会いたい、会えない。) I want to see you, I want to see you, but I can’t O Album | JP1 Gold · (16 Wo.)JP | Erstveröffentlichung: 19. Dezember 2018  |
| 2019 | Hikari no Kehai (光の気配) Sign of Light O Album | JP1 Gold · (15 Wo.)JP | Erstveröffentlichung: 4. Dezember 2019   |
| 2020 | Kanzai Boya O Album | JP1 Gold · (18 Wo.)JP | Erstveröffentlichung: 17. Juni 2020      |
| 2021 | Ampere P Album | JP1 Gold · (21 Wo.)JP | Erstveröffentlichung: 21. Juli 2021      |
| 2022 | Kojyundo Romance P Album | JP1 Gold · (25 Wo.)JP | Erstveröffentlichung: 16. März 2022      |
| 2022 | Amazing Love P Album | JP1 Platin · (30 Wo.)JP | Erstveröffentlichung: 27. Juli 2022      |
| 2023 | The Story of Us P Album | JP1 Gold · (13 Wo.)JP | Erstveröffentlichung: 18. Januar 2023    |
| 2023 | Schrödinger – | JP1 Gold · (12 Wo.)JP | Erstveröffentlichung: 27. Dezember 2023  |

## Videoalben
| Jahr | Titel | Höchstplatzierung, Gesamtwochen, AuszeichnungChartsChartplatzierungen (Jahr, Titel, Platzierungen, Wochen, Auszeichnungen, Anmerkungen) | Anmerkungen                                                         |
| Jahr | Titel | JP | Anmerkungen                                                         |
| ---- | --- | --- | ------------------------------------------------------------------- |
| 1995 | Kinki Kids with 35-mannin Fan Seiki no Live (Kinki Kids with 35万人ファン 世紀の Live) Kinki Kids with 350,000 Fans: Live of an Era   | — | Erstveröffentlichung: 23. Juli 1995 VHS                             |
| 1996 | Kinki Kids ’96 1996.1.13 Yoyogi White Theater                                                                                         | — | Erstveröffentlichung: 19. April 1996 Exklusive Fanclub-Edition; VHS |
| 1997 | KinKi Kids ’97 Lawson Presents | — | Erstveröffentlichung: 12. Juni 1997 Exklusiv bei Lawson; VHS        |
| 1998 | Us | JP23 (4 Wo.)JP | Erstveröffentlichung: 20. Mai 1998                                  |
| 1999 | Kinki Kids 3 Days Panic! at Tokyo Dome ’98–’99                                                                                        | — | Erstveröffentlichung: 21. April 1999                                |
| 2001 | Kinki Kiss Single Selection 1 | — | Erstveröffentlichung: 25. April 2001                                |
| 2001 | Kinki Kiss Single Selection 2 | — | Erstveröffentlichung: 25. April 2001                                |
| 2001 | Kinki Kiss Single Selection | JP1 (6 Wo.)JP | Erstveröffentlichung: 9. Mai 2001                                   |
| 2001 | Fēngyún Zàiqǐ Jìnjī Xiǎozi 2001 Táiběi Yǎnchàng Huì: KinKi Kids Returns! 2001 Concert Tour in Taipei (風雲再起近畿小子2001台北演唱會) | JP1 (3 Wo.)JP | Erstveröffentlichung: 5. September 2001                             |
| 2002 | -Ism | JP1 (4 Wo.)JP | Erstveröffentlichung: 9. Januar 2002                                |
| 2003 | Kinki Kids Dome F Concert: Fun Fan Forever                                                                                            | JP1 Gold · (12 Wo.)JP | Erstveröffentlichung: 3. Dezember 2003                              |
| 2004 | Kinki Kiss 3 Single Selection | — | Erstveröffentlichung: 14. Juli 2004                                 |
| 2004 | Kinki Kiss Single Selection 2 | JP1 Gold · (10 Wo.)JP | Erstveröffentlichung: 14. Juli 2004                                 |
| 2005 | KinKi Kids Dome Tour 2004–2005: Font De Anniversary.                                                                                  | JP1 Gold · (19 Wo.)JP | Erstveröffentlichung: 3. August 2005                                |
| 2008 | We are φn’ 39!! and U? Kinki Kids Live in Dome 07–08                                                                                  | JP1 Gold · (15 Wo.)JP | Erstveröffentlichung: 18. Juni 2008                                 |
| 2009 | Kinki You | JP2 Gold · (9 Wo.)JP | Erstveröffentlichung: 30. September 2009                            |
| 2010 | Kinki Kids Concert Tour J | JP1 Gold · (6 Wo.)JP | Erstveröffentlichung: 11. April 2010                                |
| 2011 | KinKi Kids 2010–2011: Kimi mo Dōmoto Family (君も堂本 Family) You’re in the Domoto Family Too                                         | JP1 Gold · (9 Wo.)JP | Erstveröffentlichung: 27. Juli 2011                                 |
| 2012 | King KinKi Kids 2011–2012 | JP1 Gold · (8 Wo.)JP | Erstveröffentlichung: 18. Juli 2012                                 |
| 2013 | KinKi Kids Concert: Thank You for 15 Years 2012–2013                                                                                  | JP1 (10 Wo.)JP | Erstveröffentlichung: 7. August 2013                                |
| 2014 | KinKi Kids Concert 2013–2014 [L] | JP1 (7 Wo.)JP | Erstveröffentlichung: 22. Oktober 2014                              |
| 2015 | KinKi Kids Concert [Memories & Moments]                                                                                               | JP1 (9 Wo.)JP | Erstveröffentlichung: 26. August 2015                               |
| 2016 | 2015–2016 Concert KinKi Kids | JP1 Gold · (10 Wo.)JP | Erstveröffentlichung: 10. August 2016                               |
| 2017 | We are KinKi Kids Dome Concert 2016–2017 Tsuyoshi & You & Koichi                                                                      | JP1 Gold · (12 Wo.)JP | Erstveröffentlichung: 12. Juli 2017                                 |
| 2017 | Boku-ra no yūki mimantoshi (ぼくらの勇気 未満都市 2017)                                                                               | JP1 (4 Wo.)JP | Erstveröffentlichung: 6. Dezember 2017                              |
| 2018 | MTV Unplugged:KinKi Kids | JP1 (9 Wo.)JP | Erstveröffentlichung: 11. April 2018                                |
| 2018 | KinKi Kids Concert 20.2.21 -Everything happens for a reason-                                                                          | JP1 Gold · (15 Wo.)JP | Erstveröffentlichung: 25. Juli 2018                                 |
| 2020 | KinKi Kids Concert Tour 2019–2020 ThanKs 2 You                                                                                        | JP1 (13 Wo.)JP | Erstveröffentlichung: 11. November 2020                             |
| 2021 | KinKi Kids O New Year Concert 2021 | JP1 Gold · (31 Wo.)JP | Erstveröffentlichung: 28. April 2021                                |
| 2023 | KinKi Kids Concert 2022-2023 24451～The Story of Us～                                                                                 | JP1 Gold · (21 Wo.)JP | Erstveröffentlichung: 21. Juli 2023                                 |
| 2024 | KinKi Kids Concert 2023-2024 ～Promise Place～                                                                                        | JP1 Gold · (24 Wo.)JP | Erstveröffentlichung: 17. Juli 2024                                 |

## Statistik

### Chartauswertung
|                     | JP     |
| ------------------- | ------ |
| Nummer-eins-Alben   | JP21JP |
| Top-10-Alben        | JP22JP |
| Alben in den Charts | JP23JP |

|                       | JP     |
| --------------------- | ------ |
| Nummer-eins-Singles   | JP46JP |
| Top-10-Singles        | JP46JP |
| Singles in den Charts | JP46JP |

|                          | JP     |
| ------------------------ | ------ |
| Nummer-eins-Videoalben   | JP22JP |
| Top-10-Videoalben        | JP23JP |
| Videoalben in den Charts | JP24JP |

### Auszeichnungen für Musikverkäufe
Anmerkung: Auszeichnungen in Ländern aus den Charttabellen bzw. Chartboxen sind in ebendiesen zu finden.
| Land/RegionAuszeichnungen für Musikverkäufe (Land/Region, Auszeichnungen, Verkäufe, Quellen) | Gold       | Platin       | Diamant     | Verkäufe   | Quellen    |
| -------------------------------------------------------------------------------------------- | ---------- | ------------ | ----------- | ---------- | ---------- |
| Japan (RIAJ)                                                                                 | 41× Gold41 | 57× Platin57 | 4× Diamant4 | 27.750.000 | riaj.or.jp |
| Insgesamt                                                                                    | 41× Gold41 | 57× Platin57 | 4× Diamant4 |            |            |